# 권현상
권현상(본명: 임동재, 1981년 7월 2일 ~ )은 대한민국의 배우이다. 본관은 나주.

## 생애
영화 감독 임권택과 배우 채령의 2남 중 둘째로 태어나 유년시절부터 주말이면 촬영장에 놀러다니고, 집에 오는 유명 배우, 영화 관계자들을 접하면서 자랐다. 자연스럽게 영화에 관심을 갖게 된 그가 배우가 되겠다고 했을 때 부모는 “왜 그런 힘든 길을 굳이 하느냐”며 심하게 반대하였다. 그러나 권현상은 연극영화학과에 복수지원해서 단국대학교에 정시로 합격하게 된다.
2000년 연극배우 첫 데뷔했던 그는 군 전역 이후 뒤늦게 2008년 영화 《고사: 피의 중간고사》로 정식 영화배우 데뷔하였다. 2010년 권현상은 한 언론 인터뷰를 통해 “연극으로 연기를 시작했으나, 쇼핑몰 사업 등 외도를 해서 뒤늦게 연기를 본격적으로 시작하게 되었다”라고 밝혔다. 여러 편의 드라마와 영화에 출연하였으며, 2010년 임권택의 아들이라는 사실이 뒤늦게 알려져 주목을 받기도 했다.
2011년에는 아버지 임권택의 101번째 영화인 《달빛 길어올리기》에 출연하였다. 임권택은 2011년 3월 MBC 《황금어장》 ‘무릎팍도사’ 코너에 출연해 “연기자 아들에게 자질이 있나 보기 위해 이번 영화 《달빛 길어올리기》에 단역으로 출연시켰다”며 “단역이라 확실히 모르겠지만 열심히 하면 잘 되지 않을까 싶다”라고 말했다.
본명은 임동재로 ‘현상’이라는 예명은 임권택과 오랜 친분이 있는 지허스님이 지었다고 한다. ‘권’이라는 성은 급조된 성으로, 이 성 저 성 이름에 붙여보다가 아버지 이름 가운데 글자인 ‘권’을 붙여봤는데 어감이 괜찮아 선택했다고 한다.

## 학력
- 서울대곡초등학교 졸업
- 휘문중학교 졸업
- 휘문고등학교 졸업
- 단국대학교 연극영화학과 학사

## 연기 활동

### 드라마
- 《혼》 (2009년, MBC)  - 조재일 역
- 《공부의 신》 (2010년, KBS) - 곽종민 역
- 《공주의 남자》 (2011년, KBS) - 도원군 숭(이장) 역
- 《더킹2Hearts》 (2012년, MBC) - 염동하 역
- 《뱀파이어 검사 시즌 2》 (2012년, OCN) - 엘 역
- 《야왕》 (2013년, SBS) - 양택배 역
- 《천명: 조선판 도망자 이야기》 (2013년, KBS) - 임꺽정 역
- 《블러드》 (2015년, KBS) - 남철훈 역
- 《귀신 보는 형사 처용 2》 (2015년, OCN) - 고경빈 역
- 《욱씨남정기》 (2016년, JTBC) - 박현우 역
- 《언제나 봄날》 (2016년, MBC) - 강윤호(주윤호) 역
- 《절대 그이》 (2019년, SBS) - 황인혁 역

### 영화
- 《고사: 피의 중간고사》 (2008년) - 차재욱 역
- 《고사 두 번째 이야기: 교생실습》 (2010년) - JK 역
- 《도시의 풍년》 (2011년)
- 《달빛 길어올리기》 (2011년) - 용기 역
- 《수상한 고객들》 (2011년) - 모텔남 역
- 《강철대오: 구국의 철가방》 (2012년)
- 《돈 크라이 마미》 (2012년) - 박준 역
- 《타워》 (2012년)
- 《렛 미 아웃》 (2013년) - 무영 역
- 《비치하트애솔》 (2015년) - 정남 역
- 《타투》 (2015년) - 오천기 역

### 예능
- 《졸리 갹송》 (2008년, 온스타일)
- 《황금어장 - 라디오스타》 (2012년, MBC)
- 《위대한 유산》 (2015년, MBC)

## 수상 및 후보
| 연도 | 시상식       | 부문                         | 작품        | 결과 |
| ---- | ------------ | ---------------------------- | ----------- | ---- |
| 2017 | MBC 연기대상 | 연속극부문 남자 최우수연기상 | 언제나 봄날 | 후보 |